# Live at Kerrytown House
Live at Kerrytown House ist ein Jazzalbum von Burton Greene. Die am 17. Oktober 2010 im Kerrytown House, Ann Arbor, entstandenen Aufnahmen erschienen 2012 auf NoBusiness Records.

## Hintergrund
Neben seinen Duo-, Trio- und Quartett-Aufnahmen spielte der Pianist Burton Greene auch einige Soloalben ein, darunter das 1992 entstandene Shades of Greene (Cadence Jazz Records), Live at Grasland (2003) und Retrospective 1961–2005 : Solo Piano, erschienen 2006 bei CIMP.

## Titelliste
- Narada Burton Greene: Live at Kerrytown House (NoBusiness NBCD 39)[1]

1. Freebop The 4th (Burton Greene, Silke Röllig) 4:44
2. Tree (Bill Gerhardt, Burton Greene) 7:43
3. Freebop The 1st (Burton Greene, Silke Röllig) 5:42
4. Prevailence 8:17
5. Greene Mansions (Burton Greene, Jon Winter) 12:14
6. Little Song (Burton Greene, Silke Röllig) 5:28
7. Elevation 6:27
8. Freebop The 6th (Burton Greene, Silke Röllig) 6:06
9. Don’t Forget the Poet (Burton Greene, Enrico Pieranunzi) 5:35
10. Get Through It 9:01
11. Space Is Still the Place 6:48

Wenn nicht anders vermerkt, stammen die Kompositionen von Burton Greene.

## Rezeption
Auch wenn Greene in den 1960er-Jahren mit Saxophonisten wie Marion Brown, Gato Barbieri und Albert Ayler erwachsen wurde, widerlege dieser Mitschnitt seine avantgardistischen Referenzen zugunsten einer Reihe lyrischer und rhythmischer Interpretationen, die sowohl das Tempo als auch die tonale Mitte weitgehend beibehalten, schrieb John Sharpe in All About Jazz. Als Grundlage für seine Improvisationen habe Greene sein Material aus einer verschiedenen Quellen sowie vier eigenen Kompositionen ausgewählt. Selbst bei Werken, die hauptsächlich von anderen stammen, gebührt dem Pianisten die Ehre eines Komponisten, weil dies seine eigenwilligen Arrangements und Erweiterungen anerkenne. Erst in den letzten beiden Stücken, die wie Improvisationen klingen, kamen Abstraktion und Dissonanz zum Vorschein. Aber der überwältigende Eindruck, den Greene hinterlasse, sei der von Melodie und Spirit, umgesetzt mit einem unbändigen persönlichen Schwung.
Wie dieser Livemitschnitt zeigt, hat Greene sein pianistisches Können nie verloren, schrieb Ken Waxman in Jazz Word. Es sei so perfekt ausbalanciert wie jedes seiner früheren Soloprojekte. Der Pianist würde einige bekannte Themen und eine Handvoll spontaner Kreationen durchgehen und die Einflüsse hervorheben, die er [im Lauf seiner Karriere] synthetisiert hat, um seinen mehr als ausgereiften Stil zu schaffen. Geschmeidig, energisch und nie schwerfällig, selbst wenn er eine Ballade skizziert, sei Greenes Spiel fesselnd und bisweilen sogar drollig, besonders wenn er während der drei „Freebop“-Variationen über die Tasten tanzt.
Greene sei ein Mann der Musik und trage seine Kompositionen in bekömmlichen Portionen vor, so Waxman weiter. Seine Affinität zu Thelonious Monks eckiger Phrasierung und seinem ökonomischen Stil sei originell konzipiert und in Tracks wie „Little Song“ offensichtlich. Doch sein Spiel habe auch noch tiefere Wurzeln. Oft, wie bei „Freebop the 6th“, weiche die Thelonious Monksche Einflüsse einführen. Live at Kerrytown House sei das bemerkenswerte Konzert eines Musikers, der ein halbes Jahrhundert nach seiner ersten Aufnahme weiterhin auf dem Höhepunkt seines Könnens improvisiere.